# Mussau
Mussau (auch St. Matthias-Insel oder Prinz-William-Henry-Insel, gelegentlich Massau)
ist eine Insel im Norden von Papua-Neuguinea und gehört administrativ zum Murat Rural Local-Level Government Area der Provinz New Ireland.

## Geographie
Mussau ist die größte Insel der Gruppe der St.-Matthias-Inseln. Sie ist von einem Korallenriff umgeben. Die höchste Erhebung ist mit einer Höhe von 651 m der Eunainaun. Im Südwesten, von Mussau durch den Melle-Kanal getrennt, befindet sich ein weiteres Korallenriff mit mehreren Inseln, darunter Emananus und Eloaua sowie verschiedene kleinere Inseln wie Boliu, Emussau, Ebanalu und Ekaleu.
Auf der Insel gibt es eine Reihe von Dörfern, die hauptsächlich an der Küste gelegen sind. Im Süden liegt Boliu, wo es eine Schule der Siebenten-Tags-Adventisten gibt, an der Südwestküste befinden sich Malakata, Loliang und Lamusmus, im Norden Bai, und an der Nordostküste Tabalo, Katalusa und Tasitel.
Auf Mussau wird Mussau-Emira gesprochen. Die Sprache gehört, mit Tenis von der Insel Tench, zu den beiden Sprachen der St. Matthias-Untergruppe der Ozeanischen Sprachen in der austronesischen Sprachfamilie. Emirau, die zweitgrößte Insel des Archipels, liegt 26 km östlich von Mussau.

## Fauna
Mussau wurde von BirdLife International als Vogelschutzgebiet für endemische Vogelarten (Endemic Bird Areas, EBA) eingestuft. Eine Unterart der Spechtpapageien, der Meekspechtpapagei (Micropsitta meeki proxima), ist nur von Mussau und Emirau bekannt. Der Weißbrustmonarch oder St.-Matthias-Monarch (Monarcha menckei) und der Schwarzbrust-Fächerschwanz (Rhipidura matthiae) sind auf Mussau endemisch und als „potentiell gefährdet“ eingestuft. Der gefährdete Mussauraupenfänger (Lalage conjuncta) wurde zwischen 1979 und 2024 nicht nachgewiesen.

## Geschichte
Die Insel wurde 1616 von den niederländischen Seefahrern Jacob Le Maire und Willem Cornelisz Schouten für Europa entdeckt. Das Gebiet kam im Jahr 1885 unter deutsche Verwaltung und gehörte seit 1899 zu Deutsch-Neuguinea. Am 1. April 1901 griffen Einheimische die Mencke-Expedition bei ihrem Aufenthalt auf Mussau an. Bei dem Überfall starben Bruno Mencke, der Finanzier und Leiter der Unternehmung und drei seiner Begleiter.
Im Sommer 1901 richteten Angehörige der Polizeitruppe und eine Landungsabteilung des Kreuzers Cormoran unter dem Kommandanten Korvettenkapitän Max Grapow bei einer „Strafexpedition“ auf Mussau ein Massaker unter den Bewohnern der Insel an. Als Reaktion auf den Tod Menckes und seiner Begleiter trieben sie zahlreiche Menschen in ein Höhlensystem und erschossen jeden, der versuchte, die Höhlen zu verlassen. 81 Einheimische, darunter viele Frauen und Kinder, wurden getötet.
1914 eroberten australische Truppen die Insel, nach dem Ersten Weltkrieg wurde sie als Mandat des Völkerbundes von Australien verwaltet.
Von 1942 bis 1944 war Mussau von Japan besetzt, kehrte aber 1949 in australische Verwaltung zurück. Seit 1975 ist sie Teil des unabhängigen Staates Papua-Neuguinea.